# Mycetophila vitipennis
Mycetophila vitipennis är en tvåvingeart som beskrevs av Freeman 1951. Mycetophila vitipennis ingår i släktet Mycetophila och familjen svampmyggor. Inga underarter finns listade i Catalogue of Life.